# Kotlje
Kotlje este o localitate din comuna Ravne na Koroškem, Slovenia, cu o populație de 1.008 locuitori.